# Calibrachoa
Calibrachoa is de botanische naam van een geslacht uit de nachtschadefamilie (Solanaceae). Het geslacht is vernoemd naar Antonio de Caly Bracho, een Mexicaanse hoogleraar in de farmacie.
De soorten zijn groenblijvende, overblijvende kruiden. De bloemen lijken op die van Petunia, waarmee dit geslacht nauw verwant is en waarin deze planten oorspronkelijk waren ingedeeld. Bij nader onderzoek bleek dat er belangrijke verschillen waren in de chromosomensamenstelling en de voortplantingswijze met de soorten die nu tot Petunia worden gerekend